# معركة الفاو الأولى
كانت معركة الفاو الأولى إحدى معارك الحرب العراقية الإيرانية، ودارت رحاها على شبه جزيرة الفاو بين 10 فبراير و10 مارس من عام 1986. وتُعتبر العملية الإيرانية من أعظم إنجازات إيران في الحرب العراقية الإيرانية. تمكن الإيرانيون من الاستيلاء على شبه جزيرة الفاو، قاطعين بذلك منفذ العراق إلى الخليج العربي؛ مما عزز موقف العراق الرافض لمواصلة الحرب. استعادت القوات العراقية شبه جزيرة الفاو لاحقًا قرب نهاية الحرب.
في 9 فبراير من عام 1986، شنت إيران عملية الفجر 8، وكانت عبارة عن هجوم برمائي مخطط بعناية عبر شط العرب ضد القوات العراقية التي تدافع عن شبه جزيرة الفاو الاستراتيجية، التي تربط العراق بالخليج العربي. هزم الإيرانيون المدافعين العراقيين، ومعظمهم من الجيش الشعبي العراقي، واستولوا على طرف شبه الجزيرة، بما في ذلك مركز المراقبة الجوية والإنذار الرئيسي العراقي الذي يغطي الخليج العربي، بالإضافة إلى الحد من وصول العراق إلى الخليج. تمكنت إيران من الحفاظ على موطئ قدمها في الفاو ضد العديد من الهجمات المضادة العراقية، بما في ذلك هجمات الحرس الجمهوري والهجمات الكيميائية لمدة شهر آخر على الرغم من الخسائر الفادحة حتى تم الوصول إلى طريق مسدود.
كانت معركة الفاو الأولى نجاحًا باهرًا لإيران التي احتلت موقعًا استراتيجيًا مهمًا، لكنها أثارت قلق دول أخرى في المنطقة، لا سيما الكويت والسعودية، التان زادتا من دعمهما للعراق. أضرت المعركة بهيبة صدام حسين والحكومة العراقية، التي بدأت في تحسين دفاعات مدينة البصرة الرئيسية المهددة بشكل كبير. على الرغم من انتهاء المعركة رسميًا في مارس من عام 1986، استمرت الاشتباكات المتقطعة لمدة عامين حتى أبريل من عام 1988، عندما استعاد العراق شبه جزيرة الفاو في معركة الفاو الثانية.